# Агрос
Агро̀с (на гръцки: Αγρός) е село в Кипър, окръг Лимасол. Според статистическата служба на Република Кипър през 2001 г. селото има 837 жители.
Намира се в планината Троодос.

## Галерия
- Агрос
- Квартал
- Заснежен ландшафт

## Побратимени градове
- Трявна, България (от 2011 г.)